# نوک‌بزرگ زرد
نوک‌بزرگ زرد (نام علمی: Peucticus chrysopeplus)، که همچنین به عنوان نوک‌بزرگ زرد مکزیکی شناخته می‌شود، پرنده‌ای دانه‌خوار با اندازه متوسط است که از خانواده‌های کاردینال شمالی، «حاره‌ای» یا «دنیای جدید» و «کاردینال نوک‌بزرگ» یا نوک‌بزرگ‌های جهان جدید است.